# Znojilšek
Znojilšek je priimek več znanih Slovencev:
- Janž Znojilšek (1568—1659), protestantski pridigar in pesnik